# 倉吉西インターチェンジ
倉吉西インターチェンジ（くらよしにしインターチェンジ）は、鳥取県倉吉市福光の北条湯原道路（倉吉道路）にあるインターチェンジである。

## 接続する道路
- 鳥取県道34号倉吉赤碕中山線

## 歴史
- 2013年（平成25年）6月8日 : 倉吉IC - 倉吉西IC間開通に伴い供用開始[1]。
- 2025年（令和7年）3月22日 : 倉吉西IC - 倉吉南IC 開通[2]。

## 料金所
無料区間のため、設置されていない。

## 周辺
- 鳥取県立倉吉西高等学校
- 倉吉市立西中学校
- 鳥取県自動車学校
- ホンダカーズ 西倉吉店
- 明和オート
- 西倉吉工業団地
- 株式会社 重道組

## 隣
北条湯原道路（倉吉道路）
(4) 倉吉IC - (5) 倉吉西IC - (6) 倉吉小鴨IC